# Championnat des Pays-Bas masculin de handball
Le championnat des Pays-Bas masculin de handball ou Eredivisie est le plus haut niveau des clubs masculins de handball aux Pays-Bas. Créé en 1953, il est organisé par l'Association néerlandaise de handball.
Le club le plus titré est le HV Sittardia avec 18 couronnes, suivi du HV Aalsmeer avec 12 titres puis du HV KRAS/Volendam et ses 7 championnats remportés.

## Les clubs
Pour la saison 2023-2024, les 6 clubs néerlandais de la BeNe League jouent en parallèle la HandbalNL League :
- les deux premiers disputent ensuite le titre au meilleur de trois matchs
- le club classé à la 6e place est opposé au vainqueur de l'Eredivisie (opposant 16 clubs) en match aller-retour. Le vainqueur évolue en HandbalNL League la saison suivante.

| Club             | Ville          | Province                | Rang 22/23         |
| ---------------- | -------------- | ----------------------- | ------------------ |
| Limburg Lions    | Sittard-Geleen | Limbourg                | Champion           |
| HV KRAS/Volendam | Volendam       | Hollande-Septentrionale | Finaliste          |
| HV Aalsmeer      | Aalsmeer       | Hollande-Septentrionale | 3e                 |
| HV Hurry-Up      | Zwartemeer     | Drenthe                 | 4e                 |
| Bevo HC          | Panningen      | Limbourg                | 5e                 |
| HV Houten        | Houten         | Utrecht                 | promu d'Eredivisie |

## Palmarès détaillé
| Édition | Saison    | Champion             |
| ------- | --------- | -------------------- |
| 1       | 1953/1954 | HV Aalsmeer          |
| 2       | 1954/1955 | PSV Eindhoven        |
| 3       | 1955/1956 | Olympia Hengelo      |
| 4       | 1957/1958 | Olympia Hengelo      |
| 5       | 1957/1958 | Olympia Hengelo      |
| 6       | 1958/1959 | DES Eindhoven        |
| 7       | 1959/1960 | Niloc Amsterdam      |
| 8       | 1960/1961 | Niloc Amsterdam      |
| 9       | 1961/1962 | Operatie '55 La Haye |
| 10      | 1962/1963 | Operatie '55 La Haye |
| 11      | 1963/1964 | Operatie '55 La Haye |
| 12      | 1964/1965 | Operatie '55 La Haye |
| 13      | 1965/1966 | HV Sittardia         |
| 14      | 1966/1967 | ESCA Arnhem          |
| 15      | 1967/1968 | HV Sittardia         |
| 16      | 1968/1969 | HV Sittardia         |
| 17      | 1969/1970 | HV Sittardia         |
| 18      | 1970/1971 | HV Sittardia         |
| 19      | 1971/1972 | HV Sittardia         |
| 20      | 1972/1973 | HV Sittardia         |
| 21      | 1973/1974 | HV Sittardia         |
| 22      | 1974/1975 | HV Sittardia         |
| 23      | 1975/1976 | HV Sittardia         |
| 24      | 1976/1977 | HV Sittardia         |

| Édition | Saison    | Champion           |
| ------- | --------- | ------------------ |
| 25      | 1977/1978 | Hermes La Haye     |
| 26      | 1978/1979 | HV Sittardia       |
| 27      | 1979/1980 | Blauw-Wit Neerbeek |
| 28      | 1980/1981 | Blauw-Wit Neerbeek |
| 29      | 1981/1982 | V&L Handbal Geleen |
| 30      | 1982/1983 | V&L Handbal Geleen |
| 31      | 1983/1984 | V&L Handbal Geleen |
| 32      | 1984/1985 | HV Aalsmeer        |
| 33      | 1985/1986 | V&L Handbal Geleen |
| 34      | 1986/1987 | HV Sittardia       |
| 35      | 1987/1988 | Blauw-Wit Neerbeek |
| 36      | 1988/1989 | E&O Emmen          |
| 37      | 1989/1990 | HV Sittardia       |
| 38      | 1990/1991 | E&O Emmen          |
| 39      | 1991/1992 | E&O Emmen          |
| 40      | 1992/1993 | HV Sittardia       |
| 41      | 1993/1994 | HV Sittardia       |
| 42      | 1994/1995 | HV Aalsmeer        |
| 43      | 1995/1996 | E&O Emmen          |
| 44      | 1996/1997 | HV Sittardia       |
| 45      | 1997/1998 | E&O Emmen          |
| 46      | 1998/1999 | HV Sittardia       |
| 47      | 1999/2000 | HV Aalsmeer        |
| 48      | 2000/2001 | HV Aalsmeer        |

| Édition | Saison    | Champion           |
| ------- | --------- | ------------------ |
| 49      | 2001/2002 | V&L Handbal Geleen |
| 50      | 2002/2003 | HV Aalsmeer        |
| 51      | 2003/2004 | HV Aalsmeer        |
| 52      | 2004/2005 | HV KRAS/Volendam   |
| 53      | 2005/2006 | HV KRAS/Volendam   |
| 54      | 2006/2007 | HV KRAS/Volendam   |
| 55      | 2007/2008 | Hellas La Haye     |
| 56      | 2008/2009 | HV Aalsmeer        |
| 57      | 2009/2010 | HV KRAS/Volendam   |
| 58      | 2010/2011 | HV KRAS/Volendam   |
| 59      | 2011/2012 | HV KRAS/Volendam   |
| 60      | 2012/2013 | HV KRAS/Volendam   |
| 61      | 2013/2014 | Bevo HC            |
| 62      | 2014/2015 | OCI Limburg Lions  |
| 63      | 2015/2016 | OCI Limburg Lions  |
| 64      | 2016/2017 | OCI Limburg Lions  |
| 65      | 2017/2018 | HV Aalsmeer        |
| 66      | 2018/2019 | HV Aalsmeer        |
| 67      | 2019/2020 | annulé             |
| 68      | 2020/2021 | HV Aalsmeer        |
| 69      | 2021/2022 | HV Aalsmeer        |
| 70      | 2022/2023 | Limburg Lions      |

## Bilan par club
| Rang | Titres               | Club | Saisons |
| ---- | -------------------- | ---- | --- |
| 1    | HV Sittardia         | 18   | 1966, 1968, 1969, 1970, 1971, 1972, 1973, 1974, 1975, 1976, 1977, 1979, 1987, 1990, 1993, 1994, 1997, 1999 |
| 2    | HV Aalsmeer          | 12   | 1954, 1985, 1995, 2000, 2001, 2003, 2004, 2009, 2018, 2019, 2021, 2022                                     |
| 3    | HV KRAS/Volendam     | 7    | 2005, 2006, 2007, 2010, 2011, 2012, 2013                                                                   |
| 4    | V&L Handbal Geleen   | 5    | 1982, 1983, 1984, 1986, 2002                                                                               |
| 4    | E&O Emmen            | 5    | 1989, 1991, 1992, 1996, 1998                                                                               |
| 6    | Operatie '55 La Haye | 4    | 1962, 1963, 1964, 1965                                                                                     |
| 6    | OCI Limburg Lions    | 4    | 2015, 2016, 2017, 2023                                                                                     |
| 7    | Olympia Hengelo      | 3    | 1956, 1957, 1958                                                                                           |
| 7    | Blauw-Wit Neerbeek   | 3    | 1980, 1981, 1988                                                                                           |
| 10   | Niloc Amsterdam      | 2    | 1960, 1961                                                                                                 |
| 11   | PSV Eindhoven        | 1    | 1955 |
| 11   | DES Eindhoven        | 1    | 1959 |
| 11   | ESCA Arnhem          | 1    | 1967 |
| 11   | Hermes La Haye       | 1    | 1978 |
| 11   | Hellas La Haye       | 1    | 2008 |
| 11   | Bevo HC              | 1    | 2014 |